# Neoepiscardia extraphalla
Neoepiscardia extraphalla är en fjärilsart som beskrevs av László Anthony Gozmány. Neoepiscardia extraphalla ingår i släktet Neoepiscardia och familjen äkta malar. Inga underarter finns listade i Catalogue of Life.